# Evangelische Kirche Silixen

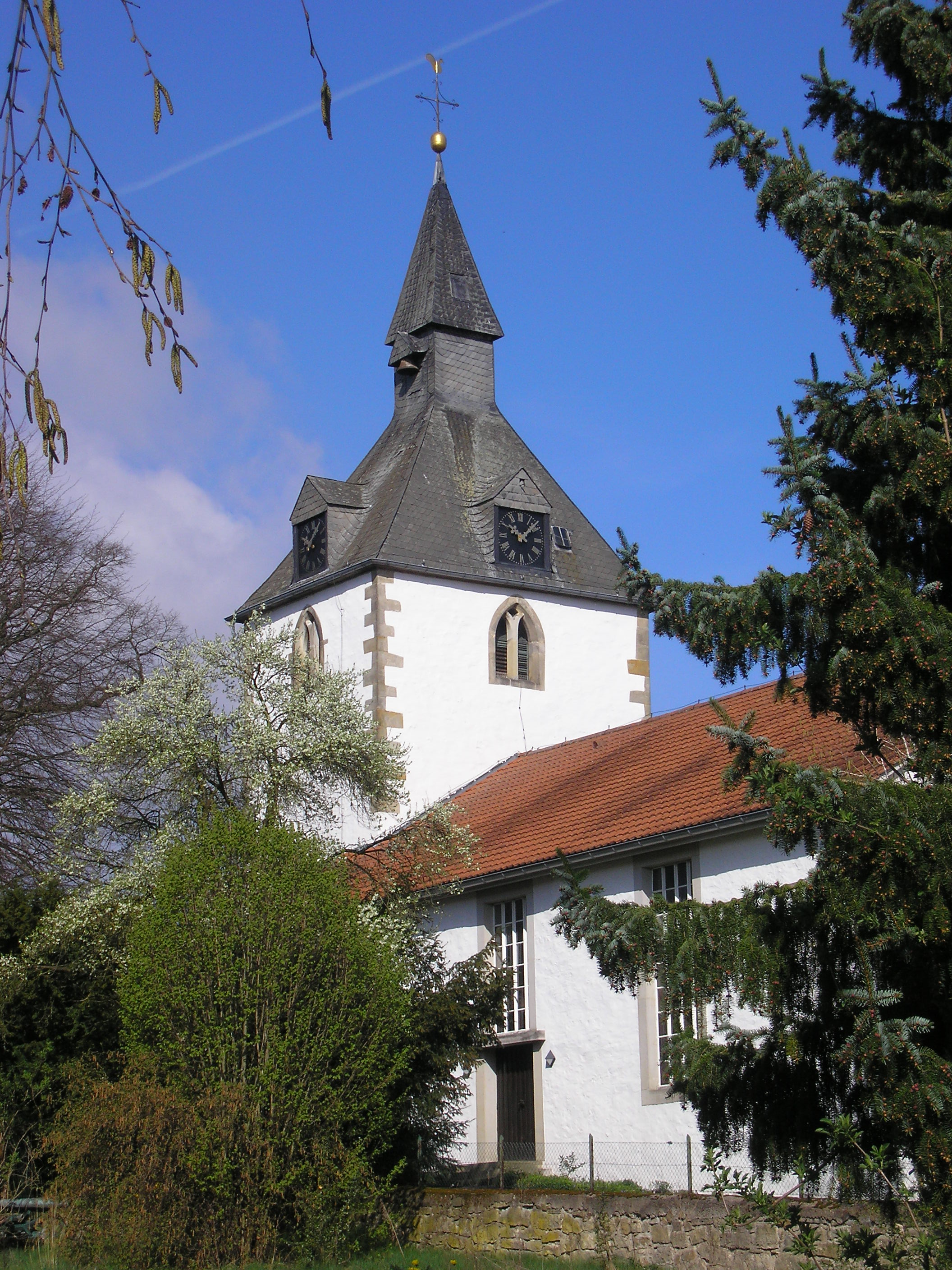
Evangelische Kirche Silixen

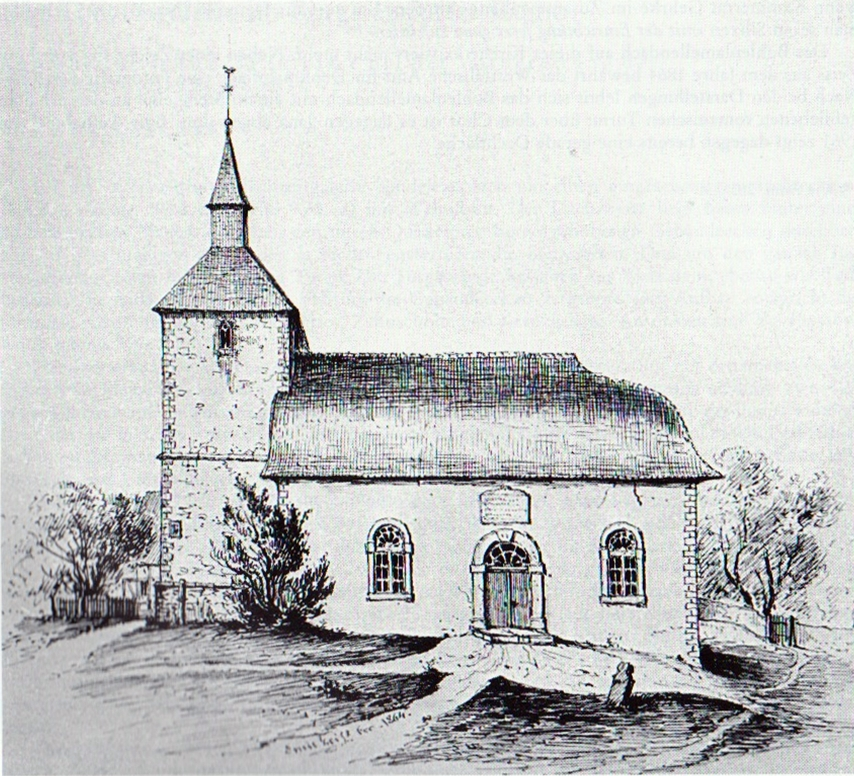
Emil Zeiss: Kirche mit Bohlenlamellendach (1864)

Die evangelisch-reformierte Kirche ist ein ortsbildprägendes  Kirchengebäude in Silixen, einem Ortsteil von Extertal im Kreis Lippe (Nordrhein-Westfalen). Die Gemeinde gehört zur Lippischen Landeskirche.

## Geschichte und Architektur

### Mittelalter
In einer Urkunde aus dem Jahr 1267 übertrug Äbtissin Gisela zu Möllenbeck die Pfarre dem Lutbert von Eidenhausen.
Der 1501 errichtete Kirchturm ist eines der ältesten erhaltenen Gebäude in Extertal.

### 18. Jahrhundert
Weil das Vorgängergebäude baufällig geworden war, wurden 1792 erste Neubaupläne gefasst. Der Landbaumeister Teuck widersprach 1792 einem Plan, den ein Hauptmann Meinicke vorlegte, weil das Gewölbe aus Stein durch eines aus Holz ersetzt werden sollte. Es wurden noch zwei weitere Pläne erstellt und in einem Riss schlug der Müllers Bauer 1801 vor, Das Dach aus Krummhölzern in Form eines Gewölbes geschnitten, auszuführen. Der Zimmermeister Tempel griff diesen Gedanken auf und führte in einem erhaltenen Riss vom 18. Februar 1802 die Ausführung vor, bei der Kosten in Höhe von 1.400 Reichsmark entstanden wären. Der Kammerrat Gehrke revidierte diesen Entwurf am 7. März 1802: Bei dem von dem Zimmermeister Tempel entworfenen Risse finde ich vorzüglich zu erinnern, daß sich das hölzerne Gewölbe gar nicht ausführen läßt, weil die Bogen von Balken Holze verfertiget nicht haltbar sind. Gehrke entwarf bis zum 30. März 1802 einen Plan mit der Konzeption eines Bohlenlamellendaches. Zu dem Dache wäre ein gotisches Gewölbe zu wählen, welches aber mit Plattziegeln gedeckt werden muß. Der Plan wurde am 1. April 1802 genehmigt. Anfängliche Widerstände der Gemeinde und des Predigers Speck wurden aufgegeben, um eventuelle Bauzuschüsse nicht zu gefährden. Speck formulierte: Die neue Dachkonstruktion giebt der Kirche nicht nur ein gutes Aussehen, sondern empfiehlt sich auch durch ihre Vestigkeit; da sie aber weit mehr Arbeit erfordert hat wie ein gewöhnliches Dach, so sind dadurch die Baukosten um einige Hundert Thaler vergrößert worden.
Das Bohlenlamellendach existiert nicht mehr, sein Aussehen ist in einer 1864 von Emil Zeiss erstellten Zeichnung überliefert.

### 20. Jahrhundert
Das heutige Kirchenschiff ist ein gemäßigt moderner Steinbau.